# A Real Pain
A Real Pain là một bộ phim chính kịch hài năm 2024 do Jesse Eisenberg biên kịch, đạo diễn, là sản phẩm hợp tác sản xuất giữa Ba Lan và Hoa Kỳ. Eisenberg và Kieran Culkin vào vai chính hai anh em họ đoàn tụ trong chuyến tham quan di sản Do Thái ở Ba Lan để tưởng nhớ người bà quá cố, nhưng những căng thẳng trong quá khứ liên quan đến lịch sử gia đình của hai anh em lại nổi lên. Dàn diễn viên phụ bao gồm Will Sharpe, Jennifer Grey, Kurt Egyiawan, Liza Sadovy và Daniel Oreskes.
Quay phim chính diễn ra ở Ba Lan từ tháng 5 đến tháng 6 năm 2023. A Real Pain được công chiếu tại Liên hoan phim Sundance năm 2024 và đoạt Giải thưởng biên kịch Waldo Salt. Bộ phim được Searchlight Pictures phát hành tại Hoa Kỳ vào ngày 1 tháng 11 năm 2024 và tại Ba Lan vào ngày 8 tháng 11 năm 2024. Bộ phim được giới phê bình đánh giá cao, nhất là về kịch bản và diễn xuất của Culkin. Bộ phim thu về 24,7 triệu đô la Mỹ trên toàn thế giới với kinh phí sản xuất 3 triệu đô la Mỹ.
A Real Pain nhận được nhiều giải thưởng, bao gồm hai đề cử tại Giải Oscar lần thứ 97, hai đề cử tại Giải thưởng Điện ảnh Viện Hàn lâm Vương quốc Liên hiệp Anh lần thứ 78 và bốn đề cử tại Giải Quả cầu vàng lần thứ 82. Culkin đoạt Giải Oscar cho nam diễn viên phụ xuất sắc nhất, Giải BAFTA cho nam diễn viên phụ xuất sắc nhất và Giải Quả cầu vàng cho nam diễn viên điện ảnh phụ xuất sắc nhất, Eisenberg đoạt Giải BAFTA cho kịch bản gốc xuất sắc nhất. Viện phim Mỹ và Ủy ban Quốc gia về phê bình điện ảnh bình chọn bộ phim là một trong mười bộ phim hay nhất năm 2024.

## Cốt truyện
Benji Kaplan ngồi chờ anh họ David Kaplan tại Sân bay quốc tế John F. Kennedy, quan sát những hành khách xung quanh. Benji và David dùng số tiền của người bà quá cố để thực hiện chuyến du lịch di sản Do Thái tại Ba Lan nhằm thăm ngôi nhà tuổi thơ của bà và tìm hiểu về lịch sử gia đình. Hai anh em xích mích với nhau vì tính cách trái ngược: Benji là một kẻ lang thang phóng khoáng và thẳng thắn, hay chê David đã đánh mất niềm đam mê và tính tự phát của anh, David là một người thực dụng và kín đáo, tập trung vào gia đình và không thể hiểu tính bột phát và sự thiếu định hướng trong cuộc sống của Benji.
David và Benji hạ cánh ở Warszawa và gặp các thành viên trong đoàn du lịch: Mark và Diane, một cặp vợ chồng đã nghỉ hưu từ Shaker Heights, Ohio; Marcia, một người phụ nữ mới ly hôn từ California; và Eloge, một người sống sót nạn diệt chủng Rwanda đã cải đạo sang Do Thái giáo. James là hướng dẫn viên nhẹ nhàng, hiểu biết và ngoại đạo, từ Yorkshire. Ngày đầu tiên, đoàn ghé thăm Đài tưởng niệm các anh hùng Ghetto, Quảng trường Grzybów và Đài tưởng niệm Khởi nghĩa Warszawa. Benji thuyết phục cả đoàn cùng anh tạo dáng tái hiện cuộc Khởi nghĩa Warszawa trước Đài tưởng niệm, trong khi David ngượng ngùng chụp ảnh.
Ngày thứ hai, đoàn du lịch đi tàu đến Lublin. Benji chỉ trích sự mâu thuẫn giữa trải nghiệm toa hạng nhất của đoàn du lịch và toa hàng hóa của các nạn nhân Holocaust và bỏ xuống toa phổ thông. Hai anh em lỡ mất điểm dừng và phải tìm đường trở về Lublin. James dẫn đoàn đi tham quan các địa danh văn hóa, như Cổng Grodzka và Nghĩa trang Do Thái cổ. Benji chỉ trích James chỉ tập trung vào các sự kiện và số liệu thống kê mà không cân nhắc yếu tố con người, khiến những thành viên khác trong đoàn rất cảm động trước sự trung thực tràn đầy năng lượng của anh nhưng làm cho David khó chịu. Benji tiếp tục cư xử không đúng mực và có những bình luận khiếm nhã trong bữa tối của đoàn. Khi Benji rời khỏi bàn, David bật khóc vì kiệt sức và giãi bày tâm sự về mối quan hệ phức tạp của họ. Anh thừa nhận vừa ngưỡng mộ, oán giận, xấu hổ, tức giận và ghen tị về Benji và tiết lộ rằng Benji đã cố tự tử bằng cách dùng thuốc ngủ quá liều sáu tháng trước.
Ngày thứ ba, David và Benji đến thăm trại tập trung Majdanek và sau đó chào tạm biệt đoàn du lịch. James cảm ơn Benji đã thay đổi quan điểm của anh thông qua phản hồi trung thực, nhưng Benji dường như không nhớ đến sự việc đó. Vào đêm cuối cùng ở Ba Lan David và Benji Kaplan lên sân thượng của một khách sạn để hút cần sa. Benji chất vấn David về sự đằm tính của anh và hỏi tại sao David không bao giờ đến thăm anh. David ban đầu chống chế rằng anh bận việc gia đình, nhưng cuối cùng thừa nhận rằng anh không thể cam tâm nhìn một người giỏi giang, cuốn hút và nhiệt huyết như Benji cố tự tử.
Ngày cuối cùng, David and Benji đến thăm nhà cũ của bà ở Krasnystaw. Benji nhớ lại khoảnh khắc bà tát anh sau khi anh say xỉn đến ăn tối muộn và thừa nhận rằng bà là người duy nhất có thể đưa anh vào kỷ luật. David và Benji đặt những viên đá thăm viếng trước cửa nhà để tưởng nhớ bà theo phong tục tang chế Do Thái, nhưng một người hàng xóm yêu cầu họ bỏ những viên đá đi vì chúng có thể gây vấp ngã. Hai người bay về Thành phố New York và chào tạm biệt nhau. David mời Benji đến nhà ăn tối, nhưng Benji từ chối, khiến David tát anh. Hai người làm hòa và nói rằng họ thực sự quan tâm đến nhau. David trở về nhà và để lại một viên đá thăm viếng trước cửa nhà, trong khi Benji trở lại chỗ ngồi của mình tại sân bay, quan sát những hành khách với đôi mắt đẫm lệ.

## Diễn viên
- Jesse Eisenberg trong vai David Kaplan, người anh họ nhạy cảm của Benji sống ở Thành phố New York

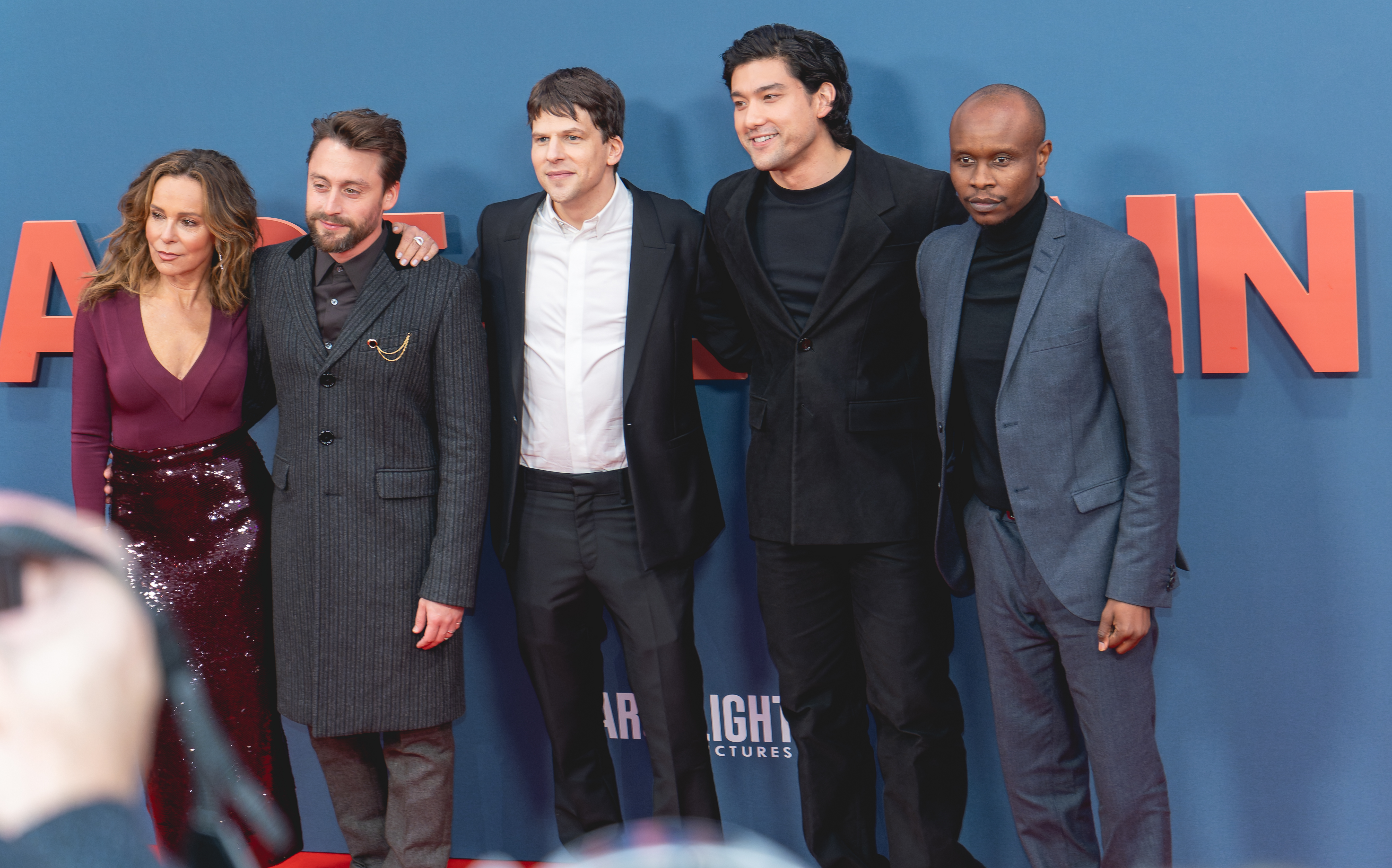
Từ trái sang phải: Jennifer Grey, Kieran Culkin, Jesse Eisenberg, Will Sharpe và Kurt Egyiawan

- Kieran Culkin trong vai Benjamin "Benji" Kaplan, người em họ phóng khoáng của David sống ở Binghamton, New York
- Will Sharpe trong vai James, một hướng dẫn viên du lịch từ Yorkshire, Anh
- Jennifer Grey trong vai Marcia, một người phụ nữ mới ly hôn từ California
- Kurt Egyiawan trong vai Eloge, một người sống sót nạn diệt chủng Rwanda đã cải đạo sang Do Thái giáo
- Liza Sadovy trong vai Diane, vợ của Mark từ Shaker Heights, Ohio
- Daniel Oreskes trong vai Mark, chồng của Diane từ Shaker Heights, Ohio
- Ellora Torchia trong vai Priya, vợ của David[8]

## Sản xuất
Tháng 8 năm 2022, tạp chí điện ảnh Screen International đưa tin Jesse Eisenberg sẽ biên kịch, đạo diễn và đóng vai chính trong A Real Pain cùng Kieran Culkin, các nhà sản xuất là Emma Stone, Dave McCary và Ali Herting của công ty sản xuất Fruit Tree.
Eisenberg đầu tiên đề nghị vai Benji cho Eric Andre, nhưng anh từ chối sau khi đọc kịch bản vì không muốn "đi Ba Lan sáu tuần mà chỉ quay một bộ phim về Holocaust." Mặc dù không quen Culkin, nhưng Eisenberg sau đó quyết định liên hệ với anh theo lời giới thiệu của chị gái anh. Eisenberg ban đầu không gửi kịch bản cho Culkin vì nhân vật là một người Do Thái, trong khi Culkin được nuôi dạy theo Công giáo. Eisenberg muốn vào vai Benji vì có một số điểm tương đồng giữa anh và nhân vật, nhưng các nhà sản xuất đề nghị anh không nên đảm nhận một vai diễn "mất kiểm soát" trong khi vẫn phải đạo diễn. Anh thừa nhận đã rất đắn đo về việc chọn Culkin vào vai Benji, nhưng sau cùng cảm thấy rằng Culkin "đã tặng cho tôi một món quà tuyệt vời khi giúp kể câu chuyện rất sâu sắc này đối với gia đình tôi."
Culkin do dự tham gia A Real Pain vì chỉ mới hoàn thành Succession. Hai tuần trước khi bắt đầu quay phim, anh muốn rút lui vì không muốn xa gia đình, nhưng đổi ý sau khi Emma Stone nói rằng toàn bộ quá trình sản xuất bộ phim về cơ bản sẽ sụp đổ nếu không có anh và thừa nhận rằng anh thích kịch bản của Eisenberg.

### Biên kịch
Tháng 11 năm 2017, Eisenberg đăng một truyện ngắn có tựa đề "Mông Cổ" trên tạp chí trực tuyến Do Thái Tablet, cốt truyện là hai người bạn đại học—một người vững chắc, người kia thì bốc đồng—đi du lịch đến Đông Á để tìm kiếm "trải nghiệm của cuộc đời", nhưng rốt cuộc phải ở trong một chiếc lều yurt tại một trung tâm du lịch sinh thái. Hai nhân vật chính được lấy từ hai vở kịch do Eisenberg sáng tác và đóng vai chính: The Revisionist (2013) và The Spoils (2015).
Eisenberg muốn chuyển thể "Mông Cổ" thành phim, nhưng không hoàn thành được kịch bản. Lúc chuẩn bị hủy bỏ dự án thì anh thấy một quảng cáo trực tuyến về chuyến tham quan trại tập trung Auschwitz trên màn hình máy tính của anh, làm anh vừa xấu hổ vừa vui mừng vì anh nhận ra rằng "không có cách nào tốt để trải nghiệm Holocaust, không có cách nào hoàn hảo để tôn vinh, tôn kính lịch sử vì bất cứ điều gì bạn làm đều nhuốm màu đặc quyền hiện đại."
Eisenberg xuất thân từ một gia đình Do Thái thế tục và có gốc Ba Lan. Anh cho biết bản thân đã đấu tranh tâm lý 20 năm để dung hòa những khó khăn hàng ngày của mình với chấn thương lịch sử của tổ tiên người Do Thái Ashkenazi từ việc là nạn nhân Holocaust. Anh bắt đầu viết kịch bản vào năm 2022 như một thí nghiệm tưởng tượng về hai anh em họ xích mích với nhau về nỗi đau của riêng mình trước bối cảnh kinh hoàng của Chiến tranh thế giới thứ hai. Eisenberg chọn bối cảnh này để có thể khám phá những chủ đề đó một cách trực quan và đặt câu hỏi theo cách không mang tính thuyết giáo.

### Quay phim

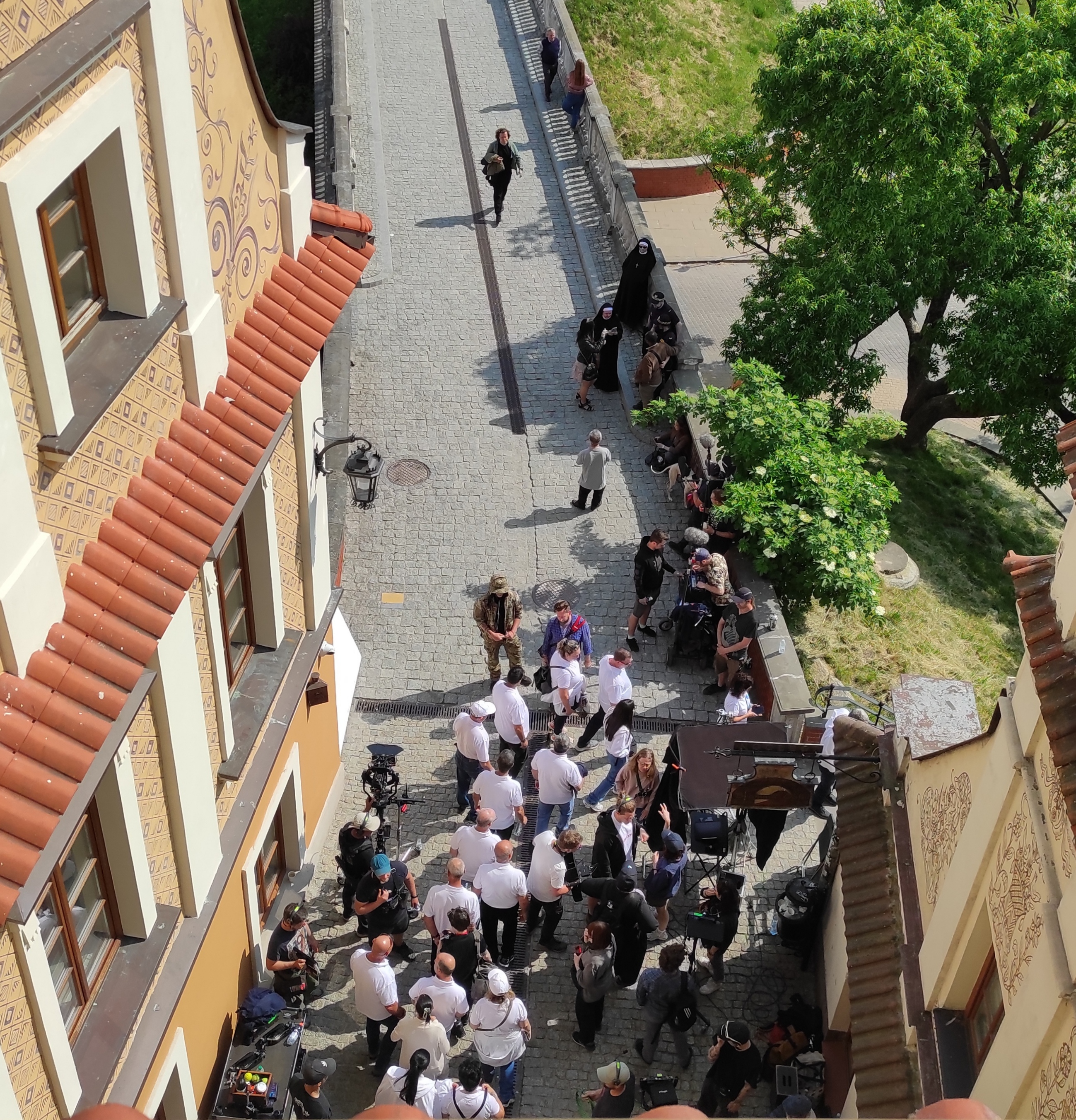
Quay phim chính ở Lublin

Quay phim chính diễn ra tại Thành phố New York và Ba Lan từ tháng 5 đến tháng 6 năm 2023. Trong thời kỳ đại dịch COVID-19, Eisenberg dùng Google Street View và những bức ảnh anh chụp khi đi du lịch Ba Lan với vợ vào năm 2008 để khảo sát địa điểm quay phim và đích thân thực hiện chuyến du lịch di sản Do Thái ở Ba Lan. Là người gốc Warszawa, đạo diễn hình ảnh Michał Dymek giúp Eisenberg làm nổi bật vẻ đẹp của Ba Lan:
Tôi muốn miêu tả Ba Lan một cách đẹp đẽ, sinh động, rực rỡ và theo đúng trải nghiệm của tôi khi ở Ba Lan. Tôi cảm thấy Ba Lan bị miêu tả là ảm đạm quá thường xuyên, tập trung quá mức vào  lịch sử cộng sản Liên Xô ở Đông Âu và những nỗi kinh hoàng của Chiến tranh thế giới thứ hai. Đó hoàn toàn không phải là Ba Lan của tôi. Ba Lan của tôi là một đất nước sôi động, rực rỡ và ấm áp. Tôi muốn thể hiện khía cạnh đó của Ba Lan, một khía cạnh mà tôi chưa thấy nhiều trong các bộ phim Mỹ, một khía cạnh mà tôi cảm thấy hoàn toàn đúng với trải nghiệm của tôi.

Dymek dùng ống kính tiêu chuẩn và ống kính tiêu cự dài để thể hiện góc nhìn, quan điểm khác nhau của hai nhân vật chính.

### Nhạc phim
Nhạc nền phim của A Real Pain chủ yếu gồm các tác phẩm piano của Frédéric Chopin do nghệ sĩ piano cổ điển người Canada gốc Israel Tzvi Erez thực hiện, có các bản ballade, études, nocturnes, preludes và waltz của Chopin.

## Phát hành
A Real Pain được công chiếu tại Liên hoan phim Sundance vào ngày 20 tháng 1 năm 2024. Bộ phim được trình chiếu tại Liên hoan phim Zurich, Liên hoan phim Viện phim Mỹ, Liên hoan phim BFI Luân Đôn, Liên hoan phim quốc tế Haifa, Liên hoan phim quốc tế Heartland, Liên hoan phim quốc tế La Roche-sur-Yon, Liên hoan phim quốc tế Mar del Plata, Liên hoan phim New Orleans, Liên hoan phim Newport Beach, Liên hoan phim New York, Liên hoan phim Telluride và Liên hoan phim quốc tế Valladolid.
Ngay sau buổi ra mắt tại Liên hoan phim Sundance, Searchlight Pictures mua bản quyền phát hành quốc tế bộ phim với giá 10 triệu đô la Mỹ. A Real Pain ban đầu được lên lịch phát hành giới hạn tại rạp vào ngày 18 tháng 10, nhưng bị đẩy lùi lại hai tuần đến ngày 1 tháng 11 năm 2024 và được phát hành rộng rãi vào ngày 15 tháng 11. Tại Ba Lan, A Real Pain được công chiếu tại POLIN - Bảo tàng lịch sử về người Do Thái Ba Lan để khai mạc Liên hoan phim Do Thái Warszawa, sau đó được phát hành rộng rãi vào ngày 8 tháng 11 năm 2024. Tại Anh và Ireland, bộ phim được lên lịch phát hành vào ngày 10 tháng 1, nhưng được đẩy lên sớm hơn hai ngày lên ngày 8 tháng 1 năm 2025.

### Truyền thông tại nhà
A Real Pain được phát hành trên các nền tảng kỹ thuật số vào ngày 31 tháng 12 năm 2024, được phát hành trực tuyến trên Hulu tại Hoa Kỳ vào ngày 16 tháng 1 năm 2025 và được Sony Pictures Home Entertainment phát hành trên Blu-ray và DVD vào ngày 4 tháng 2 năm 2025.

## Đón nhận

### Đánh giá chuyên môn
A Real Pain được giới phê bình đánh giá cao, nhất là về diễn xuất của Culkin. Trên trang web tổng hợp đánh giá Rotten Tomatoes, 96% trong số 269 bài phê bình được xác định là tích cực, với điểm trung bình là 8.3/10.  Nhìn chung các nhà bình luận đều đồng thuận ở nội dung: "Với diễn xuất hút hồn của Kieran Culkin, A Real Pain là một bộ phim chính kịch hài hước mạnh mẽ, làm rung động lòng người, thể hiện thế mạnh của biên kịch-đạo diễn-diễn viên Jesse Eisenberg ở trước và sau máy quay." Trang Metacritic sử dụng công thức bình quân gia quyền, đã chấm bộ phim số điểm 85/100 dựa trên 55 nhà phê bình, cho thấy "sự tán dương rộng rãi". Tại Liên hoan phim Sundance năm 2024, A Real Pain được 166 nhà báo bình chọn là một trong những bộ phim hay nhất trong mọi hạng mục trong sáu năm qua.

## Giải thưởng
A Real Pain đoạt Giải thưởng biên kịch Waldo Salt tại Liên hoan phim Sundance năm 2024. Viện phim Mỹ và Ủy ban Quốc gia về phê bình điện ảnh bình chọn bộ phim là một trong mười bộ phim hay nhất năm 2024. Tại Giải Oscar lần thứ 97, Culkin đoạt Giải nam diễn viên phụ xuất sắc nhất, là nam diễn viên đầu tiên giành chiến thắng ở hạng mục này trong một bộ phim không được đề cử Giải phim xuất sắc nhất kể từ Christopher Plummer, trong khi Eisenberg được đề cử Giải kịch bản gốc xuất sắc nhất.
Tại Giải thưởng Điện ảnh Viện Hàn lâm Vương quốc Liên hiệp Anh lần thứ 78, A Real Pain đoạt Giải nam diễn viên phụ xuất sắc nhất và Giải kịch bản gốc xuất sắc nhất. Tại Giải thưởng Tinh thần Độc lập lần thứ 40, bộ phim đoạt Giải diễn viên phụ xuất sắc nhất và Giải kịch bản đầu tiên xuất sắc nhất. Tại Giải Lựa chọn của giới phê bình điện ảnh lần thứ 30, bộ phim đoạt Giải phim hài hay nhất và Giải nam diễn viên phụ xuất sắc nhất. Tại Giải Quả cầu vàng lần thứ 82, bộ phim được đề cử bốn giải, bao gồm Giải phim ca nhạc hoặc phim hài hay nhất, và đoạt Giải nam diễn viên điện ảnh phụ xuất sắc nhất. Eisenberg đoạt Giải kịch bản gốc xuất sắc nhất tại Giải thưởng vệ tinh lần thứ 29, Culkin được đề cử tại Giải thưởng phim độc lập Gotham lần thứ 34.

## Tác động
Tháng 3 năm 2025, Eisenberg được Tổng thống Ba Lan Andrzej Duda cấp quốc tịch Ba Lan sau thành công của bộ phim và gọi điều này là "một vinh dự của cả cuộc đời và là điều tôi đã rất quan tâm trong hai thập kỷ qua."